# His Master's Voice
His Master's Voice (укр. Голос його господаря), скорочено HMV — британська торговельна марка музичних записів, що існує з 1890 року, та однойменний лейбл звукозапису.
Назва торговельної марки His Master's Voice та її логотип походять від картини Френсіса Барро, написаної 1889 року. На ній художник зобразив собаку на прізвисько Ніппер, яка дивиться на грамофон, назвавши картину «His Master's Voice» (укр. Голос його господаря). Права на зображення та назву викупили представники британської компанії Gramophone Company, заплативши за них 100 фунтів. Вже починаючи з 1890 року в Великій Британії почали виходити музичні записи Gramophone Company, які містили зображення собаки та труби грамофона, в той час, як в США та Канаді цю торговельну марку використовував винахідник грамофона Еміль Берлінер. Коли на початку 1900-х років в США було створено компанію Victor Talking Machine Company, яка виробляла грамофонні платівки, то вони стали використовувати саме цю торговельну марку.
Попри те, що Gramophone Company широко використовувала гасло та логотип His Master's Voice в Великій Британії, в деяких країнах їм довелося змінити його. Зокрема, в Індії пес вважався «нечистою» твариною, тому замість нього на логотипі було зображено кобру. В Італії логотип не використовувався з іншої причини: в цій країні про поганих артистів казали «співає як собака».
Лейбл звукозапису HMV входив до складу Gramophone Company і використовувався для видання класичної музики та записів британських виконавців протягом 1930-1950-х років, вже після того, як внаслідок об'єднання з Columbia Graphophone Company було створено компанію Electric and Music Industries, або просто EMI. В США лейблом HMV володіла компанія RCA Records (колишня Victor Talking Machine Company), і записи їхніх зірок у Великій Британії розповсюджувалися саме під торговельною маркою HMV. В 1950-ті роки на лейблі HMV виходили записи Едді Фішера та Елвіса Преслі, в 1960-ті — Альми Коган, Денні Вільямса, Джонні Кідда, гуртів The Swinging Blue Jeans та Manfred Mann. Починаючи з 1970-х років EMI видавали записи попмузики переважно на лейблах Parlophone, EMI та Harvest, а на HMV повернулися до випуску записів класичної музики, таких авторів, як Сара Брайтман та Ендрю Ллойд Веббер. Наприкінці 1980-х років колишню славу HMV тимчасово відновив ексспівак гурту The Smiths Морріссі, але врешті решт EMI вирішили відмовитися від HMV на користь іншого лейблу класичної музики EMI Classics.
Попри занепад лейблу звукозапису His Master's Voice, назва HMV продовжує використовуватися для мережі музичних магазинів роздрібної торговлі. Ще 1922 року, коли Gramophone Company відкрили на лондонській Оксфорд-стріт свій перший магазин British Sales and Zonophones, його швидко почали називати HMV. Мережа магазинів HMV продовжила існувати й у XXI столітті, покриваючи не лише Велику Британію, але й США, Канаду та Японію.